# تكامل الأنا
تكامل الأنا هو المصطلح الذي أطلقه إريك إريكسون على المرحلة الثامنة والأخيرة من مراحل النمو النفسي الاجتماعي، حيث استخدم هذا المصطلح للتعبير عن مرحلة ما بعد الحب النرجسي للأنا البشرية...كتجربة لنقل جزء من النظام العالمي والمعنى الروحي دون النظر للثمن الباهظ في المقابل'.
يمكن استخدام تكامل الأنا أيضًا فيما يتعلق بنمو الإحساس الموثوق به بالذات وبالآخرين، وفهم كيف تتفاعل هذه البنى لتكوين خبرات الفرد عن الواقع وكيفية «تعرُّض الوظيفة التركيبية للأنا، على الرغم مما لها من أهمية استثنائية، لعدد كبير من الاضطرابات».

## صيغة إريكسون
يقول إريكسون 'لم أجد كلمة أعرفها تناسب ثمرة هذه المراحل السبع أفضل من تكامل الأنا...حيث إن الضمانات المتراكمة في الأنا والخاصة بميلها لوجود تنظيم ومعنى'، ويرى إريكسون أنه 'إذا جمع الفرد بين حيوية العقل وموهبة نكران الذات المسئول، يمكن لبعض كبار السن تصور المشكلات الإنسانية بكليتها...ويصبحون مثالًا حيًا على «نهاية» أسلوب حياة ما'.
ويقابل تكامل الأنا اليأس الذي 'يتسم بالخوف من الموت: حيث لا يقبل دورة الحياة الواحدة والوحيدة على أنها نهاية الحياة، ويعبر اليأس عن الإحساس بأنه لم يتبقَّ في العمر الكثير...حتى يُجرب المُسن طرقًا بديلة للتكامل'.
'يفترض إريكسون أن النضج الذي يتضمن العمل من خلال الصراع بين التكامل واليأس حول إنجازات الماضي قد تلقى بعض الدعم التجريبي: بالنسبة لمقياس واحد 'الثبات على مراحل الحياة السابقة ينبئ بتكامل الأنا أكثر من المتغيرات الأخرى للشخصية'.

### النظائر
يطلق غيل شيهي على المرحلة المتأخرة من 'مرحلة البلوغ الثانية...سن التكامل (65-85+)'.
وكانت المرحلة التاسعة من مراحل نمو الأنا عند لوفينجر هي ' مرحلة التكامل...وربما كان تكامل الأنا في مقابل اليأس من إصدار إريكسون حول مرحلة التكامل'.

## تكامل الأنا
يصف سيجموند فرويد في نظريته البنيوية الأنا على أنها الوسيط بين الهو والأنا العليا والعالم الخارجي، ومهمة الأنا هي إيجاد توازن ما بين الدوافع الأولية والأخلاق والواقع وفي نفس الوقت إرضاء الهو والأنا العليا، ويرى أتباع فرويد أن الأنا تتكون من «نواة» منفصلة، حيث: 'تتشكل الأنا النهائية بالتكامل التركيبي لهذه الأنوية، وفي حالات معينة من تراجع الأنا تنقسم الأنا إلى أنويتها الأصلية لتصبح ملحوظة'.
والشاغل الرئيس للأنا هو السماح للهو بالتعبير عن رغباتها بطريقة آمنة ومثالية عندما تكون العواقب هامشية، وغالبًا ما تستخدم الأنا دفاعات الهو عندما يتعارض سلوك الهو مع الواقع أو الأخلاق المجتمعية أو الأعراف أو المحرمات أو الاستيعاب الداخلي للفرد لهذه الأخلاق والأعراف والمحرمات. ومع ذلك لاحظ فرويد أن مواجهة الصراع بين الأنا العليا أو الهو، حيث دائمًا ما كان 'من الممكن أن تتجنب الأنا تمزقها بالخضوع للتجاوزات بوحدتها أو حتى عن طريق إجراء انشقاق أو انقسام بها'. وفي آخر أبحاثه التي لم يكملها درس فرويد كيف أنه أحيانًا 'يُسمح للغريزة الحصول على ما يرضيها مع إظهار الاحترام المناسب للواقع...مع دفع الثمن بحدوث انقسام لا يلتئم في الأنا لكن يزداد بمرور الوقت...انقسام الأنا'. طور لاكان هذا الخط من التفكير وأبقى على حقيقة أن 'وجود تفكك في الوحدة الوهمية التي تكونها الأنا التي يجدها الموضوع دالة على مواد الأعراض'.
وقامت وجهة نظر أخرى باستكشاف، نظرية علاقات الكائن أن 'مواجهة «الغير» الذي يهدد تكامل الأنا'، كما يحدث عندما يفتقر الكائن موضع الفحص إلى ' وظيفته المتوقعة «كحاوية» من المثيرات'.
كلمة الأنا " ego" مأخوذة مباشرة من اللغة اللاتينية وهي تعني ضمير المتحدث الأول المفرد ويُترجم "I myself" أي (أنا بنفسي) للتأكيد - وهذه ترجمة المصطلح الألماني لفرويد "Das Ich"، ويقابل بالإنجليزية "the I".

## أمثلة ثقافية
'ويبين شيشرون في كتابه «عند الشيخوخة» De Senectute...تكتسب الشيخوخة معنى يتحدد عن طريق تحقيق كل من الثقة بالنفس وتكامل الأنا والحكمة...علم النفس لدى إريكسون، من الناحية الطبيعية هو مجرد إعادة صياغة للمثل العليا الرواقية'.
ويقول في آخر قصائد الهاكيو، 'نرى أن عيسى الشيخ - البالغ من العمر مئات أو آلاف السنين، شيخ إدوارد لير. وهذا قدرنا كذلك، علينا أن نموت لنصبح لا شيء حتى نعرف معنى شيء'.

## كتابات أخرى
- Edward Glover, "A Developmental Study of the Obsessional Neurosis" Int. Jo. of Psychoanalysis XVI 1935
- Walaskay، M. (1984). "Construction and validation of an ego integrity status interview". International Journal of Aging and Human Development. ج. 18 ع. 1: 61–72. DOI:10.2190/RRAT-BL8J-J2U2-XRD3. PMID:6671831. {{استشهاد بدورية محكمة}}: الوسيط author-name-list parameters تكرر أكثر من مرة (مساعدة)
- Salman Akhtar, Comprehensive Dictionary of Psychoanalysis (2009)